# Sturmiopsis emdeni
Sturmiopsis emdeni là một loài ruồi trong họ Tachinidae.